# Deep Throat (pel·lícula)
Deep Throat és una pel·lícula pornogràfica nord-americana de 1972, considerada com la més representativa de l'Edat daurada del porno. El film va ser escrit i dirigit per Gerard Damiano, qui apareix als crèdits com a "Jerry Gerard"; produïda per Louis Peraino, acreditat com a "Lou Perry"; i protagonitzada per Linda Lovelace, el pseudònim de Linda Susan Boreman.
Es tracta d'una de les primeres pel·lícules pornogràfiques amb argument, desenvolupament dels personatges i certs alts valors de producció. Deep Throat va aconseguir força èxit, a més de convertir-se en tendència, fins i tot quan va ser prohibit en algunes jurisdiccions, a més d'haver-se d'enfrontar en diversos judicis per obscenitat.

## Argument
Una dona sexualment insatisfeta, Linda Lovelace (Linda Boreman), demana a la seva amiga Helen (Dolly Sharp), consell per saber com aconseguir arribar a l'orgasme. Després d'una sessió de sexe en grup, que no serveix d'ajuda, Helen recomana a Linda que visiti un doctor (Harry Reems). El doctor descobreix que el clítoris de Linda es troba allotjat a la seva gola, i després d'ajudar-la a desenvolupar les seves capacitats amb el sexe oral, Linda demana al doctor que es casi amb ella. El doctor li explica que pot demanar feina per ser el seu terapeuta, realitzant la seva particular tècnica oral, a partir d'aleshores coneguda com a "Gola profunda", en diversos homes, fins que en trobi un per casar-s'hi. Mentrestant, el doctor documenta els seus avenços mentre segueix practicant el sexe contínuament amb la seva infermera (Carol Connors). La pel·lícula acaba amb la frase "The End. And Deep Throat to you all", que pot traduir-se com "Final. I gola profunda per tots vosaltres".

## Repartiment
- Linda Boreman - Linda Lovelace
- Harry Reems - Dr. Young
- Dolly Sharp - Helen
- Bill Harrison - Mr. Maltz
- William Love - Wilber Wang
- Carol Connors - infermera
- Bob Phillips - Mr. Fenster
- Ted Street - repartidor
- John Byron - #11
- Jack Birch (acreditat com "Michael Powers") - #12
- Gerard Damiano (acreditat com "Al Gork") - últim home
- Ron Wertheim (no surt als crèdits) - Home barbut al sofà

## Recepció
El març de 1973, el crític Roger Ebert va escriure, sobre la pel·lícula, que "està molt bé que Linda Lovelace, l'estrella de la pel·lícula, advoqui per la llibertat sexual; no obstant, l'energia que destina al seu paper és més aviat descoratjadora. Si has de treballar tan intensament per aconseguir la llibertat sexual, potser no mereix l'esforç."
Al Goldstein va escriure'n una crítica a la seva revista, SCREW, on deia que "mai havia estat tant emocionat davant d'una actuació teatral des del meu tartamudeig a la meva pròpia bar mitzvah."